# 東近江市立聖徳中学校
東近江市立聖徳中学校（ひがしおうみしりつ せいとくちゅうがっこう）は、滋賀県東近江市聖徳町にある公立中学校。

## 沿革
- 1947年（昭和22年）4月1日 - 八日市町立八日市中学校・中野村立中野中学校が設置され、それぞれ両町村立小学校に併設。
- 1950年（昭和25年）8月15日 - 八日市・中野両中学校を廃し、神埼郡八日市町・神埼郡中野村学校組合立聖徳中学校開校。
- 1952年（昭和27年）4月30日 - 新校舎に移転。
- 1954年（昭和29年）3月29日 - 八日市町・中野村合併により、八日市町立聖徳中学校と改称。
  - 　8月15日 - 市制施行により、八日市市立聖徳中学校と改称[1]。
- 2005年（平成17年）2月11日 - 八日市市・永源寺町・五個荘町・愛東町・湖東町が合併し東近江市発足により、東近江市立聖徳中学校と改称。

## 部活動

### 運動部
- バドミントン部
- 野球部
- サッカー部
- 柔道部
- 陸上部
- バレーボール部
- バスケットボール部
- ソフトボール部
- テニス部
- 水泳部
- 卓球部
- 剣道部

### 文化部
- 美術部
- 吹奏楽部
- 科学部

## 校区
旧八日市市の北部～中部
- 東近江市立八日市北小学校区の全域
- 東近江市立八日市南小学校区の全域
- 東近江市立箕作小学校区の全域
- 東近江市立布引小学校区の一部

## 交通アクセス
- 近江鉄道本線 八日市駅より徒歩16分。

## 著名な出身者
- 小椋正清（東近江市長）
- 小梶孝行（カヌー競技選手）
- 國領一平（サッカー選手〈レイラック滋賀FCほか〉）
- 茶野篤政（プロ野球選手〈オリックス・バファローズ〉）
- 林久美子（テレビキャスター、政治家・参議院議員）
- 真山達志（行政学者、同志社大学教授・元副学長）
- 山本隆夫（パティシエ、CLUB HARIE代表取締役）

小梶昌巳／漫才コンビシンクタンク近江のこかじろう（芸人・東近江市市議会議員）